# Grangettes
Grangettes (även: Grangettes-près-Romont) är en ort och kommun i distriktet Glâne i kantonen Fribourg, Schweiz. Kommunen hade 212 invånare (2023).